# 워털루 & 시티 선
워털루 & 시티 선(Waterloo & City Line)은 런던 지하철에서 가장 짧은 노선으로 1898년 7월 11일에 개통하였다. 노선 상에 뱅크 역과 워털루 역의 두 역 밖에 존재하지 않으며, 두 역간의 사이가 2.37 km (1.47 마일)로, 소요 시간은 약 4분밖에 걸리지 않는다. 차량기지는 워털루(Waterloo)이다. 런던 지하철 노선 중에서 노던 선 다음인 두 번째로 전철화되었다. 주로 워털루 역과 런던 도심 사이의 통근자 수송을 위해서 운영되며, 월요일부터 토요일까지 영업하고 공휴일과 일요일, 밤 12시 30분에서 오전 6시 동안은 영업하지 않는다.
건설은 워털루&시티 철도 회사(Waterloo & City Railway Company)에 의해 지어졌으며, 브리티시 레일로 국유화 되기전에 2개의 주요 철도 회사에 의해 소유 및 운영되었다. 오래된 노선임에도 불구하고 1994년에 들어서야 런던 지하철 체계로 편입되었다.
절대적 수치로는 런던 지하철 체계에서 가장 이용객이 적은 노선으로 연간 1,500만명이 넘는 승객을 태우고 있다. 그러나 마일 당 평균 이용객 횟수와 관련해서는 빅토리아 선에 이어 뒤에서 2번째로 혼잡한 노선이다.

## 특징
워털루 앤드 시티 노선의 특징은 tube 1992 stock (센트럴 노선과 동일) 을 사용하는 점이고 런던 지하철 중 유일하게 철로가 1개 있고 역은 2개밖에 없는 셔틀 트레인인 점이다. 차량기지는 워털루 역 인근에 위치한 워털루 차량기지(Waterloo Depot)로, 차량은 워털루 역 인근 도로 밑의 인입선을 통해 들어올 수 있다.

## 역사
워털루 엔드 씨티 노선은 1899년 워털루와 씨티(현재는 뱅크)사이에 개통되었다. 개통할 당시는 영국 국철로 분류되었으며, 그래서 차량 도색도 런던 지하철 고유의 빨강,하양 도색이 아닌, 네트워크 사우스이스트의 파랑 도색을 사용하였다. 1994년에 런던 지하철 체계에 편입되었다.

## 차량

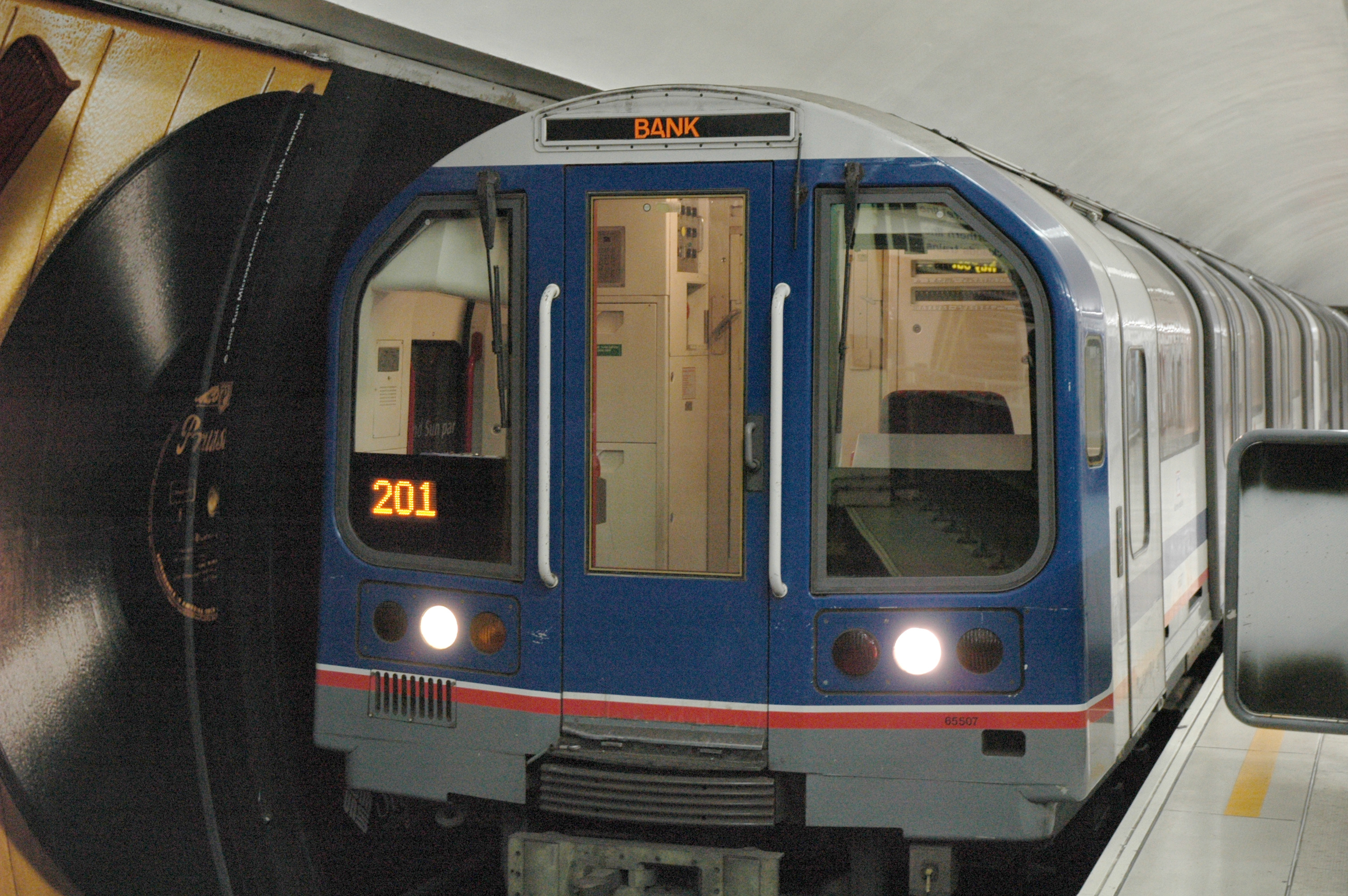
뱅크 역에 정차한 옛 영국 철도 482 전동차

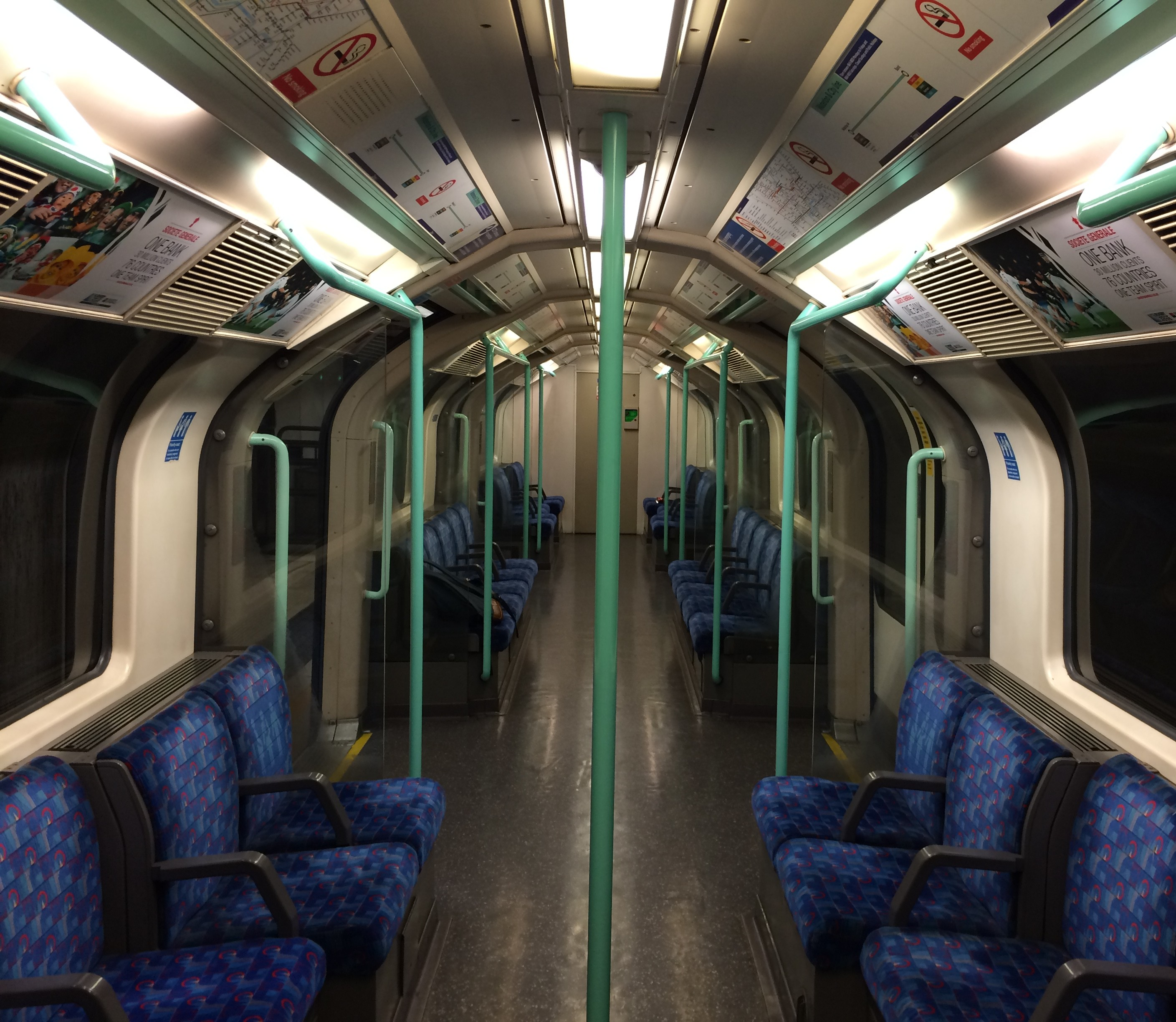
워털루 & 시티 선의 1992년식 차량 내부

워털루 앤드 시티 노선은 센트럴 노선과 같은 1992식 전동차를 사용한다. 1993년에 처음 반입되었고, 열차 내 손잡이는 옥색이며, 총 열차 칸 수는 4개이다. 보안장치는 다른 노선에서 이용하는 ATO/ATP가 아닌 트레인 스톱(train stop)이라는 오래된 보안장치를 이용하고 있다. 이전에는 영국 철도 482로 사용되었으며, 1992년식과 동일한 형태에 네트워크 사우스이스트의 파랑 도색이 칠해진 차량이었다.

## 노선의 정비

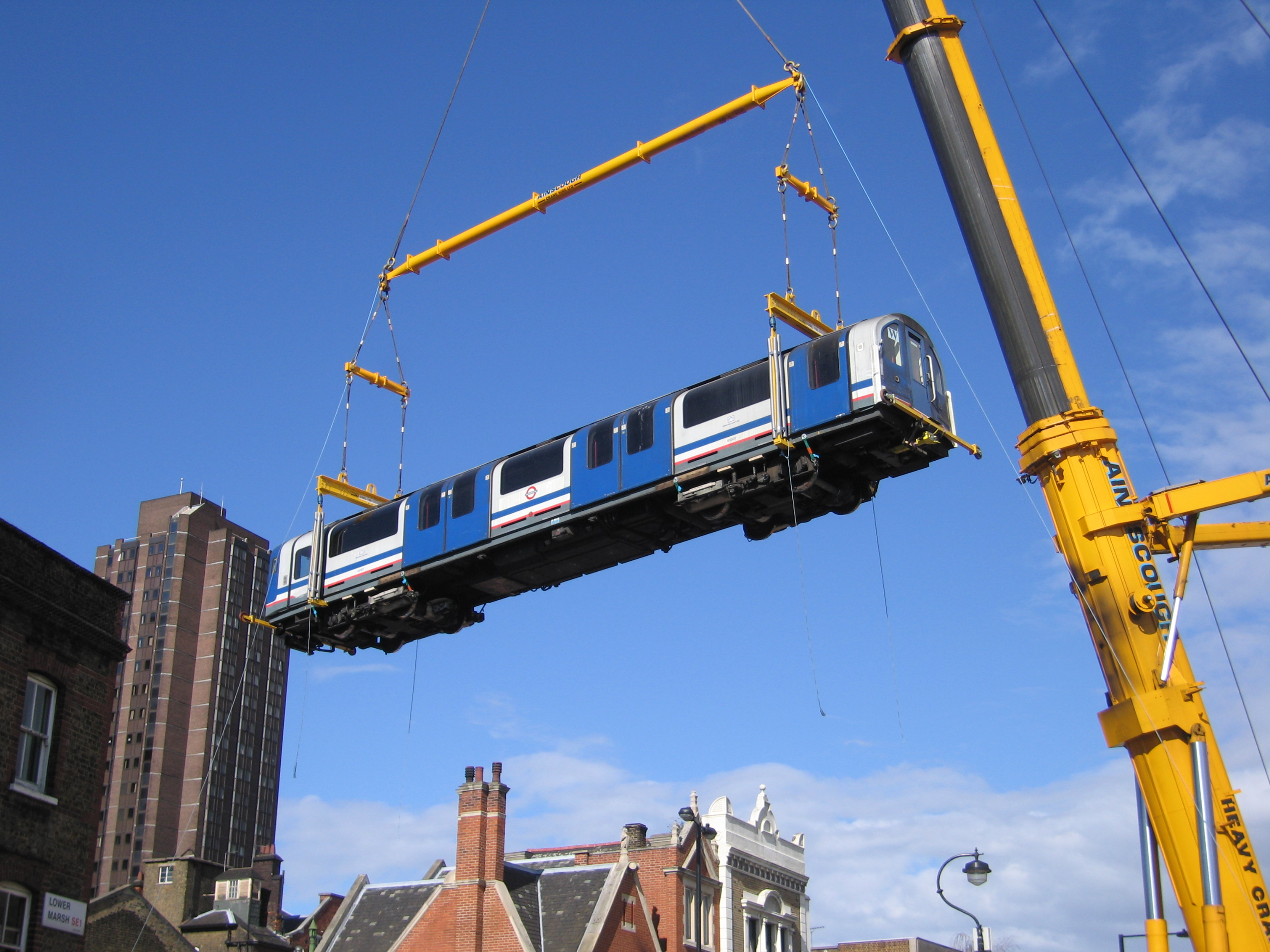
워털루 차량기지에서 들여올려지는 객차

이 노선은 보수 및 차량 점검을 위해 여러 차례 운영을 중단했다. 2006년 4월 1일에 보수 공사를 위해 운영을 중단하고, 계획 완료 날짜로부터 11일 후인 2006년 9월 11일에 재개했다. 열차의 재도색 및 청소 외에, 터널, 승강장 및 차량기지의 개조와 선로 및 신호 시스템의 개선의 포함되었다. 이 기간 동안 열차는 또한 새로운 좌석 커버의 장착, 열차 내 손잡이 및 런던 지하철의 기업 상징색에 대한 전체 외관 재도색이 포함된 개조공사를 마쳤다. 2007년 완료된 보수 및 기타 연구는 수천만 파운드의 비용으로 노선 용량을 12%, 러시아워 시간대 용량을 25%로 늘릴것으로 예상된다. 또한 평균 소요 시간이 최대 40초 빨라진다고 주장했다.
"Walter", "Lou", "Anne"및 "Kitty"라는 4개의 새로운 75 hp (56 kW) 배터리 동력 기관차가 Clayton Equipment에 의해 더비에서 제조되어 자재를 운반하고 폐쇄중 노선을 따라 설치되었다.
이러한 변화 이외에도, Metronet은 2011년까지 뱅크 역을 개장할 계획 이었으나, 현재 TfL의 계획은 2021년까지 뱅크 역 개조 작업이 완료되어야 함을 보여준다.
같은 계획에 따르면 TfL은 2014년 완공을 위해 Walbrook Square의 뱅크 역 입구를 추가로 설치할 계획을 보여주었다. 이는 지연되었으며 2014년 보도 자료는 2017년 말 개통 날짜를 발표했다.

## 노선도 및 역 목록

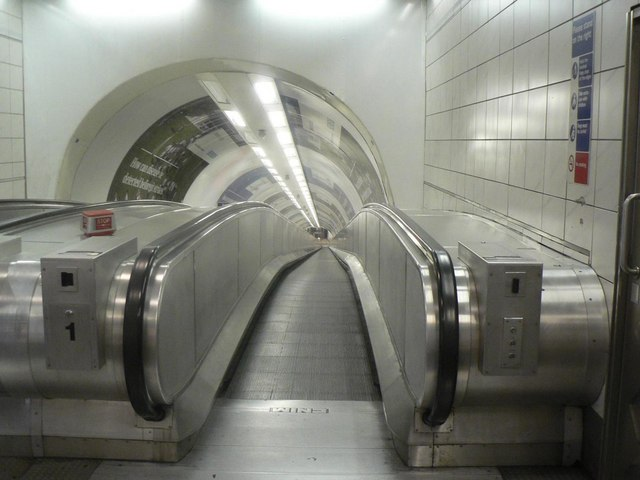
워털루 & 시티
선 뱅크 역의 Trav-o-Lator

| 역명   | 영어 역명 | 사진 | 개업일자       | 위치  | 접속 노선                                               |
| ------ | --------- | ---- | -------------- | ----- | ------------------------------------------------------- |
| 뱅크   | Bank      |      | 1898년 8월 8일 | map 1 | 센트럴 선 서클 선 디스트릭트 선 노던 선 도크랜드 경전철 |
| 워털루 | Waterloo  |      | 1898년 8월 8일 | map 2 | 베이컬루 선 노던 선 주빌리 선                           |

## 운행 시간
본 노선은 다음 시간에 한해 운영한다.:
- 월요일 ~ 금요일: 06:15 ~ 00:30
- 토요일: 08:00 ~ 00:30
- 일요일: 미운영
- 성탄절: 미운영

2012년 7월 말~9월 초의 2012년 하계 올림픽과 2012년 하계 패럴림픽 기간 중 일요일, 2013년 1월 27일, 2013년 부활절 일요일 및 부활절 월요일, 2013년 7월 14일에 노던 선 대부분 구간의 정비가 있었을 때 혼잡을 완화하기 위해 열차를 운행했다.

## 좌표
| - ^map 1 Bank – 북위 51° 30′ 47″ 서경 000° 05′ 17″ / 북위 51.51306° 서경 0.08806° - ^map 2 Waterloo – 북위 51° 30′ 09″ 서경 000° 06′ 47″ / 북위 51.50250° 서경 0.11306° | - ^map 3 Waterloo Depot – 북위 51° 30′ 07″ 서경 000° 06′ 42″ / 북위 51.50194° 서경 0.11167° - ^map 4 Waterloo Lift Siding - 북위 51° 30′ 07″ 서경 000° 06′ 39″ / 북위 51.50194° 서경 0.11083° |